# Class CNBC
Class CNBC (преди това CFN/CNBC) е частен телевизионен канал в Италия, създаден през 2000 г. Той е част от мрежата на CNBC Europe за региона, макар и с основен фокус върху италианските финансови пазари. Седалището му е разположено в Милано, където се намира седалището на Италианската фондова борса, и е съвместно предприятие между издателската къща Class Editori (която притежава мажоритарен дял), заедно с NBC Universal (собственик на CNBC Europe) и най-голямата търговска телевизионна компания в Италия – Mediaset (които притежават 20% от собствеността на канала). Каналът излъчва по шестнадесет часа на ден, отразявайки търговията в Европа, Азия и Съединените щати и има кореспонденти в други страни, като например в CNBC Europe в Лондон. Class CNBC използва текущия ефирен графичен изглед на CNBC Europe. Директор на телевизията е Андреа Кабрини.